# Bruno Cufino
Bruno Cufino (Napoli, 24 settembre 1952) è un allenatore di pallanuoto italiano.

## Biografia
Ha guidato Volturno SC (aggiudicandosi due scudetti con la compagine femminile), Caserta Nuoto club, Poseidon Catania, Paguros Catania (dove si aggiudica la Coppa COMEN) Circolo Canottieri Ortigia, Sirens ASC, Pescara Nuoto, Payton Bari, Roma Vis Nova, Rari Nantes Napoli e Circolo Nautico Posillipo, con il quale conquista la Coppa LEN.
Dal 1985 al 1990 è stato viceallenatore della nazionale femminile, mentre dal 1994 al 1996 ha guidato in qualche torneo le nazionali giovanili maschili. Dal 2015 al 2018 ha ricoperto l'incarico di team manager delle squadre nazionali italiane giovanili di pallanuoto.
Nel 2019 è Competition Manager per la pallanuoto alle Universiadi di Napoli. È inoltre tra i soci fondatori dell'associazione internazionale Waterpolo Development, di cui per otto anni è stato vicepresidente e responsabile del sito web. Attualmente ne è Presidente, essendo stato eletto ad ottobre 2019 e successivamente riconfermato nel suo ruolo nel 2022 e nel 2025 